# RFJ (Radio)
RFJ (Radio fréquence Jura) ist ein französischsprachiges Schweizer Privatradio. Das Radio ist generalistisch und legt Wert auf bürgernahe Informationen und hat einen öffentlich-rechtlichen Auftrag.
Es wurde 1984 gegründet und sendet auf UKW im Kanton Jura, in La Chaux-de-Fonds und in Teilen des Berner Juras sowie seit 2014 auf DAB+ in der gesamten Westschweiz. Seine Studios befinden sich in Delémont im Kanton Jura.
Bis 2023 gehörte es zur Gruppe von Pierre Steulet, dem Direktor von BNJ FM SA, zu dem auch RJB, RTN und BNJ Suisse SA (GRRIF) gehören. Im Jahr 2025 erhielt es erneut und für die nächsten 10 Jahre die vom BAKOM erteilte Konzession für die Region Jura Suisse.
RFJ beschäftigt rund 50 Mitarbeitende (35 Vollzeitstellen, Stand 2025).